# 斎藤勇東大名誉教授惨殺事件

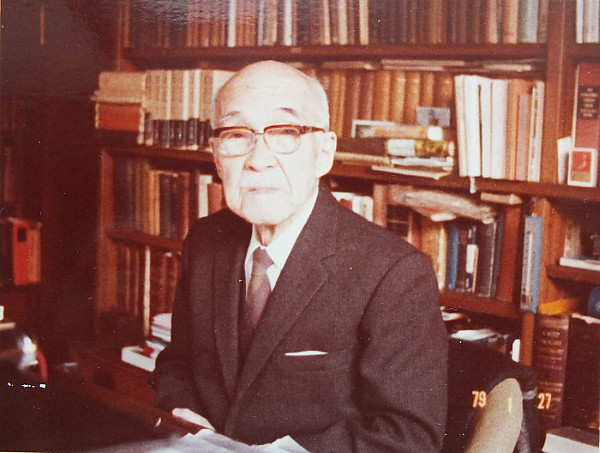
被害者の斎藤勇。1979年1月27日、東京都新宿区の自宅書斎にて

斎藤勇東大名誉教授惨殺事件（さいとうたけし とうだいめいよきょうじゅ ざんさつじけん）とは、東京大学名誉教授で文化功労者の斎藤勇が1982年に孫に殺害された事件。
逮捕に当たった警察官も刺されて死亡したほか、同家の家人2名が負傷したが、犯人は心神喪失により不起訴となった。

## 事件の経緯
当時95歳の斎藤勇は、息子の斎藤眞（61歳）たちとともに東京都新宿区南榎町の自宅で同居生活を送っていた。真の息子X（27歳）は千葉県旭市の海上寮療養院で統合失調症と診断され入院していたが、この日は自宅で過ごしていた。真夫妻は名古屋に出張中であった。
Xは1982年7月3日から何も食べず様子がおかしくなった。家政婦の連絡を受けて急遽帰宅した母親は心配し、7月4日、海上寮療養院に電話で相談したが、病院からは、とにかく刺激しないように、詳しい様子をさらに観察して知らせるようにとの指示を受けた。
するとXは一時的に平静を取り戻したため、母親は7月4日の午後12時半すぎ、海上寮療養院に再び電話して「様子を見ているといくらかよくなっているようですので、父親が名古屋から帰ってきたら相談して、改めてもう一度連絡します」と伝えた。
ところが午後になるとXは興奮状態に陥り、英語で意味不明なことをわめき出し、午後1時20分頃、台所から刃渡り18センチの柳刃包丁とチーズ用ナイフを持ち出し、祖父の勇の書斎に侵入した。Xは母親や家政婦の制止を聞かず、勇に本や新聞を投げつけ、やがて金属製の置時計で勇の頭部を殴打しはじめた。このとき、勇は頭部に15ヶ所、顔面に17ヶ所、前顎部に8ヶ所の挫創を負っている。
やがてXは勇の眉間に柳刃包丁を9センチ突き立てた。勇は断末魔の叫びを上げて絶命した。死因は頭部顔面打撲による外傷性クモ膜下出血であった。また、母親は1ヶ月の重傷を負い、家政婦も負傷している。
近所の住民の通報で警視庁機動捜査隊と牛込署員が駆けつけたところ、Xは家政婦の部屋の押し入れに隠れていた。警視庁機動捜査隊赤羽分駐所主任の警部補（54歳）はXの襲撃を受け、顔などをナイフで刺されて昏倒し、のちに搬送先の病院で死亡した。
最終的に午後2時15分頃、Xは他の捜査員に傘でナイフを叩き落とされ逮捕された。
Xは精神鑑定の結果、心神喪失が認められ、10月12日に不起訴処分となった。
この事件について、日本史学者の北山茂夫は「いつ身辺に何がおこるか分らぬ。勇長老は九十五才にして孫の毒手に命を失うとは、百年の光芒も凶刃のきらめきに失われるとは」と嘆いた。また、斎藤眞は「息子の教育は完全に失敗でした」と語った。

## 犯人のプロフィール
Xは1978年春に慶應義塾大学法学部を卒業。同年秋から米国のプリンストン大学に聴講生として留学し、1979年に帰国、そのまま慶應義塾大学大学院に進んだが、1年足らずで中退。1980年4月、宗教への関心から東京神学大学に学士入学するも、同年秋に中退した。1981年1月に再び渡米したが、菜食主義の行き過ぎが原因で栄養失調に陥り、同年5月に日本へ帰国した。
この間、キリスト教の異端の宗派や神秘学に傾倒し、日本語を話さなくなり、日常会話は英語だけで済ますなど奇矯な言動が目立っていた。事件後、Xの自室からは、綴りを逆さにした英語の文章で「悪魔を殺さねばならぬ」（7月1日付）、「ゾロアスター・アーミンマ。地球の人類は悪魔だ。私は、悪魔を殺せとの指令を神から受けた」（7月4日付）などと書かれた日記が発見された。
斎藤一族から東大卒の東大教授を3人も輩出していたため（両親は東大・東京女子大卒、曽祖父・祖父・おじ4人も東京帝大卒）、犯行の動機はXの劣等感であるとする報道が多かったが、文芸評論家の赤塚行雄はこの分析に疑念を呈している。